# 小行星8559
小行星8559（英語：8559）是一颗围绕太阳公转的小行星。1995年8月25日，清水義定、浦田武在那智胜浦町发现了此天体。
这颗小行星的绝对星等为215.6773226692004等。